# Subantarktische Inseln Neuseelands
Subantarktische Inseln Neuseelands ist eine von der UNESCO gelistete Stätte des Weltnaturerbes in Neuseeland. Die serielle Welterbestätte umfasst fünf unbewohnte Inselgruppen im südlichen Pazifik.

## Hintergrund
Die Subantarktis ist ein Bereich zwischen der etwa bei 50° südlicher Breite liegenden antarktischen Konvergenz, bei der das kalte antarktische unter das wärmere subtropische Oberflächenwasser absinkt, und dem bei etwa 66,57° südlicher Breite liegenden südlichen Polarkreis. Im Südpazifik liegen in diesem Bereich mehrere Inselgruppen, die zu Neuseeland gehören. Sie sind teils mehrere hundert Kilometer von den Hauptinseln Neuseelands und voneinander entfernt. Bis auf wenige Forschungsstationen sind diese Inseln unbewohnt, unbefugtes Betreten ist nicht gestattet. Die Inseln stehen unter Naturschutz. Um die Aucklandinseln herum sind zusätzlich zwei Meeresschutzgebiete ausgewiesen.
Durch ihre isolierte Lage und Unberührtheit gibt es auf diesen Inseln eine große Artenvielfalt. Bis auf die felsigen Bountyinseln haben alle eine reiche Vegetation. Es kommen mehr als 250 Pflanzenarten vor, von denen 35 endemisch sind und weitere 30 als sehr selten gelten. Charakteristisch sind die „Megaherbs“, Pflanzenarten mit besonders großen Blättern und Blüten. Auf den Aucklandinseln finden sich die südlichsten Wälder der Erde, in denen es große Bestände an Baumfarnen gibt. Unter den 126 auf den Inseln vorkommenden Vogelarten sind 40 Arten von Seevögeln, von denen fünf nirgendwo sonst auf der Welt brüten. Zehn Arten von Albatrossen sind auf den Inseln heimisch, und von den vier Pinguinarten sind zwei endemisch. Die Inseln bieten den neuseeländischen Seelöwen einen Lebensraum, 95 % der Weltpopulation pflanzt sich hier fort. Das Meer zwischen den Inseln ist ein Lebensraum von entscheidender Bedeutung für den Südkaper.

## Einschreibung
Subantarktische Inseln Neuseelands wurde 1998 aufgrund eines Beschlusses der 22. Sitzung des Welterbekomitees in die Liste des UNESCO-Welterbes eingetragen. Bereits ein Jahr vorher war die in der Nähe gelegene, aber zu Australien gehörende subantarktische Macquarieinsel in das Welterbe aufgenommen worden. Das Welterbekomitee ermunterte Neuseeland und Australien, die Welterbestätten zu einer gemeinsamen transnationalen Welterbestätte zusammenzufassen, was aber mit Stand 2020 noch nicht erfolgt ist.
Zur Begründung des außergewöhnlichen universellen Wertes heißt es unter anderem:

„Die Inseln verfügen über ein hohes Maß an Fruchtbarkeit, Artenvielfalt, Populationsdichte von Wildtieren und Endemismus unter Vögeln, Pflanzen und wirbellosen Tieren. Sie sind besonders bemerkenswert für die große Anzahl und Vielfalt der pelagischen Seevögel und Pinguine, die dort nisten.“

Die Eintragung erfolgte aufgrund der Kriterien (ix) und (x) (damals Naturerbekriterien (ii) und (iv)).

„Kriterium (ix): Isolation, klimatische Faktoren und eine Ausdehnung über sieben Breitengrade haben zusammengenommen die Lebenswelt der Inseln erheblich beeinflusst. Dadurch liefern sie wissenschaftliche Einsichten in die Evolutionsprozesse, die weit verstreute ozeanische Inseln betreffen, die von relativ reifen endemischen Formen bis hin zu relativ unreifen Taxa reichen und ein faszinierendes Labor für die Untersuchung der genetischen Variation, Speziation und Anpassung darstellen, insbesondere in der insulantarktischen biogeographischen Provinz.“

„Kriterium (x): Die Subantarktischen Inseln Neuseelands und der Ozean, der sie umgibt und sie verbindet, fördern eine außergewöhnliche und herausragende Vielfalt endemischer und bedrohter Arten der Meeresfauna, der Landvögel und der wirbellosen Tiere. ....  Zusammen mit der benachbarten Insel Macquarie bilden die Subantarktischen Inseln Neuseelands ein Zentrum für Pflanzenvielfalt und verfügen mit 35 endemischen Taxa über die reichste Flora aller subantarktischen Inseln. Die ‚Megaherbs‘ sind einzigartig für die Subantarktischen Inseln Neuseelands und die Macquarieinsel.“

## Umfang
Die Welterbestätte umfasst fünf voneinander getrennte Teilgebiete, die jeweils von einer Inselgruppe und einem sie in einem Umkreis von 12 Seemeilen umgebenden Meeresgebiet gebildet sind. Zusammen haben diese Schutzgebiete eine Landfläche von 76.458 Hektar (ha) und etwa 1,4 Millionen Hektar Meeresfläche.
Als Bezug für die Lage der Inselgruppen wird in der folgenden Tabelle Stewart Island angegeben, die drittgrößte Insel Neuseelands, die der Südspitze der Südinsel vorgelagert ist.
| Bezeichnung      | Lage                                                                         | Schutzbereich | Anmerkungen | Bild             |
| ---------------- | ---------------------------------------------------------------------------- | ------------- | --- | ---------------- |
| Snaresinseln     | etwa 100 km südwestlich von Stewart Island (48° 1′ 0″ S, 166° 36′ 1″ O)      | 341 ha        | am nächsten an der Südinsel gelegene Inselgruppe, mit der Hauptinsel North East Island der Nebeninsel Broughton und mehreren kleineren Inseln, | (weitere Bilder) |
| Aucklandinseln   | etwa 450 km südsüdwestlich von Stewart Island (50° 44′ 0″ S, 166° 5′ 0″ O)   | 62.560 ha     | Inselgruppe aus den Resten zweier ehemaligen Vulkane mit der Hauptinsel Auckland Island, den Nebeninseln Adams Island, Enderby Island und Disappointment Island sowie weiteren kleineren Inseln, umgeben von dem Auckland Islands Marine Mammal Sanctuary und dem Auckland Islands-Motu Maha Marine Reserve | (weitere Bilder) |
| Campbell-Inseln  | etwa 650 km südsüdöstlich von Stewart Island (52° 32′ 22″ S, 169° 10′ 53″ O) | 11.331 ha     | südlichste der Inselgruppen, umfasst im Wesentlichen Campbell Island (Motu Ihupuku) mit den umgebenden kleineren Inseln, entstanden durch Erosion und eines ehemaligen Vulkans | (weitere Bilder) |
| Antipoden-Inseln | etwa 900 km ostsüdöstlich von Stewart Island (49° 40′ 59″ S, 178° 47′ 0″ O)  | 2.097 ha      | Inselgruppe mit der Hauptinsel Antipodes Island der Nebeninsel Bollons Island und mehreren kleineren Inseln, überwiegend aus Vulkaniten aufgebaut | (weitere Bilder) |
| Bountyinseln     | etwa 850 km östlich von Stewart Island (47° 45′ 0″ S, 179° 3′ 0″ O)          | 135 ha        | nördlichste der Inselgruppen, kleine Felseninseln aus Granit ohne größere Vegetation. | (weitere Bilder) |